# Damernes ven
Damernes ven er en dansk film fra 1969 instrueret af Annelise Meineche efter manuskript af Bob Ramsing baseret på et skuespil af Carl Erik Soya; Afdøde Jonsen.

## Medvirkende
- Bodil Udsen
- Lily Broberg
- Sigrid Horne-Rasmussen
- Buster Larsen
- Daimi Gentle
- Ulf Pilgaard
- Arthur Jensen
- Ghita Nørby
- Annie Birgit Garde
- Hanne Løye
- Marianne Tønsberg